# Karl-Ove Mannberg
Karl-Ove Mannberg, né le 29 août 1934 et mort le 15 mars 2024, est un violoniste suédois.

## Biographie
Karl-Ove Mannberg a été premier violon de l'Orchestre symphonique de Seattle de 1976 à 1983.